# Молдова (притока Зх.Бугу)
Молдова — права притока Солотвини у Буську, до середини XX століття повністю знищена меліорацією.

## Етимологія
Етимологія неясна, можливо, походить від праслов'янського кореня *moldъ — «молодий» з додаванням форманта *-va («молода, нова річка»). В. Шульгач інтерпретує назву як типовий приклад руйнування етимологічного гнізда і пов'язує гідронім із праслов'янським коренем *mъldа / *mъldъ (чеське діалектне mulda — «заглибина, канава, калюжа»; литовське mulde — «грязюка, болото»).